# Tianqiao
För andra betydelser, se Tianqiao (olika betydelser).
Tianqiao är ett stadsdistrikt i Jinan i Shandong-provinsen i norra Kina.